# Lista de singles número um na Canadian Hot 100 em 2011

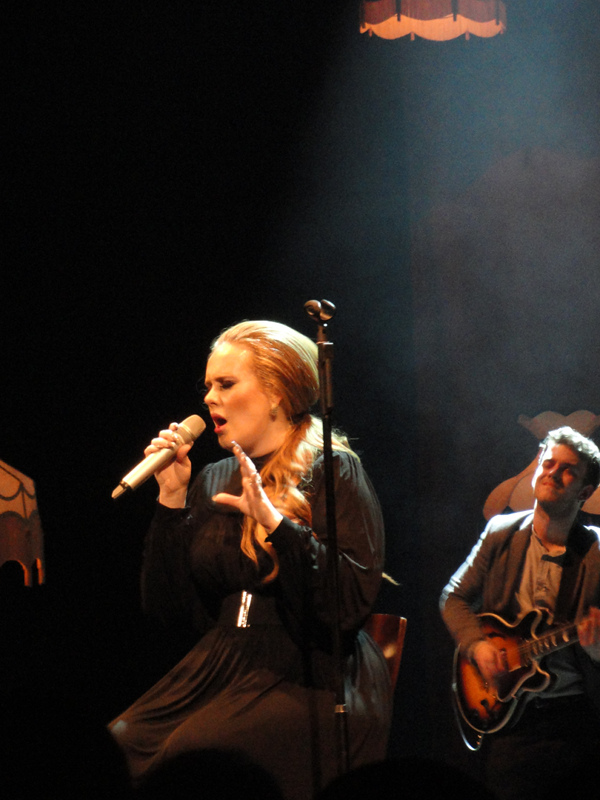
"Rolling in the Deep" foi o primeiro número um da britânico Adele e, embora tenha liderado por apenas três semanas, terminou o ano como a canção com o melhor desempenho.

A seguir apresenta-se a lista das canções que atingiram a primeira posição no Canadá no ano de 2011. A Canadian Hot 100 é a tabela musical que compila o desempenho de canções no Canadá com base em cada venda física e digital semanal de canções, bem como reprodução nas principais estações de rádio. A tabela musical de airplay do país é compilada com informações colectadas da monitorização de mais de cem estações de rádio que tocam música dos géneros rock, county, adult contemporary e contemporary hit radio.
Em 2011, quatorze canções atingiram o topo da tabela pela primeira vez. Uma décima quinta, "The Time (Dirty Bit)" do grupo norte-americano The Black Eyed Peas, que embora tenha liderado por três semanas consecutivas, estendendo o seu tempo no topo para sete semanas, iniciou a sua corrida no topo no ano anterior e foi, portanto, excluída.
Nove artistas conseguiram posicionar um tema na primeira posição da Hot 100 pela primeira vez, quer como artistas principais ou convidados. Eles são: a britânica Adele, o rapper Pitbull, o duo electro-hop LMFAO, o músico Ne-Yo, o DJ escocês Calvin Harris, o produtor GoonRock, Lauren Bennett, o DJ neerlandês Afrojack, e a cubano-americana Nayer. Com onze semanas, "We Found Love", da barbadiana Rihanna com participação de Harris, foi o tema que por mais tempo permaneceu no topo da tabela. Destas onze semanas, três foram no ano seguinte. Outra canção que permaneceu na posição de cume por um tempo consideravelmente longo foi "Moves Like Jagger", da banda norte-americana Maroon 5 com participação de Christina Aguilera, com dez semanas consecutivas.
Cinco artistas conseguiram alcançar o topo com mais de uma canção. Eles são: Rihanna, Pitbull, Britney Spears, LMFAO e Katy Perry. "Hold It Against Me", de Spears, e "Born This Way", de Lady Gaga, tornaram-se nas sexta e sétima canções a conseguirem estrear na posição de cume da Canadian Hot 100. "Born This Way" conseguiu permanecer na posição por sete semanas consecutivas, um tempo recorde para um tema que estreou no número um. "Last Friday Night (T.G.I.F.)" rendeu a Katy Perry o sexto número um da sua carreira e o quarto do álbum Teenage Dream, fazendo dela a primeira artista a conseguir quatro números uns de um único álbum. "Rolling in the Deep" foi o primeiro número um de Adele e, embora tenha liderado por apenas três semanas, terminou o ano como a canção com o melhor desempenho na tabela. Adele foi a única de três artistas não norte-americanos a conseguirem liderar a tabela, com os outros sendo Rihanna e Afrojack.

## Histórico

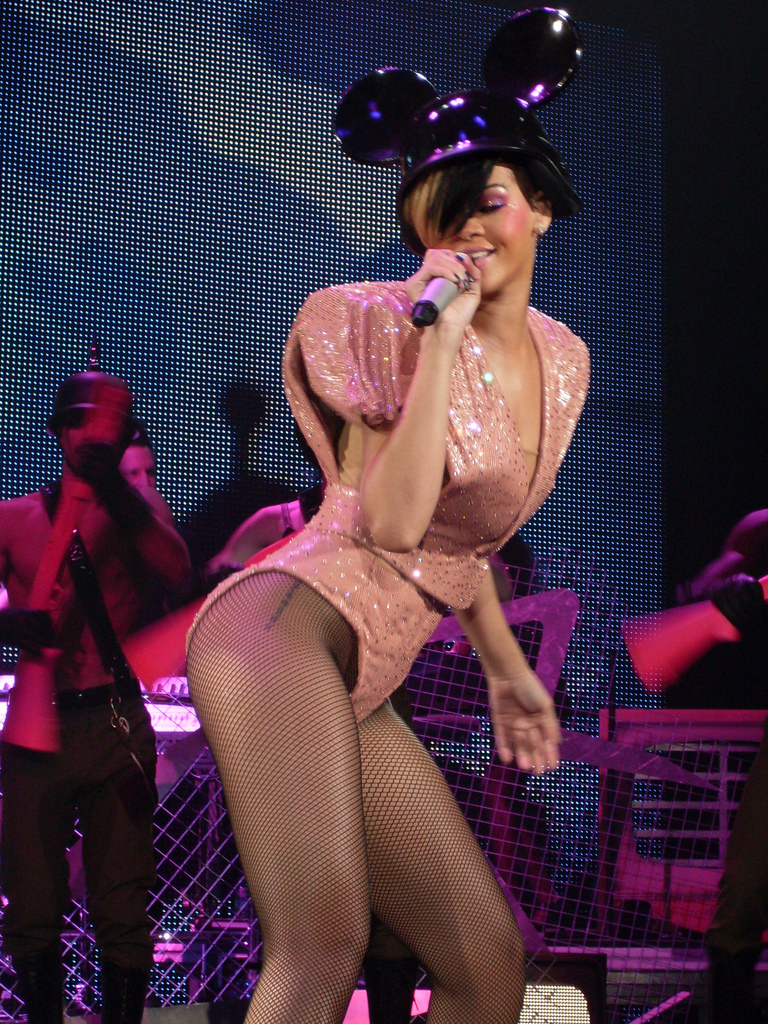
Com onze semanas, "We Found Love", da barbadiana Rihanna, foi o tema que por mais tempo permaneceu no topo.

Além de ter estrado no topo, "Born This Way", de Lady Gaga, permaneceu na posição por um tempo recorde para um tema que estreou no número um.

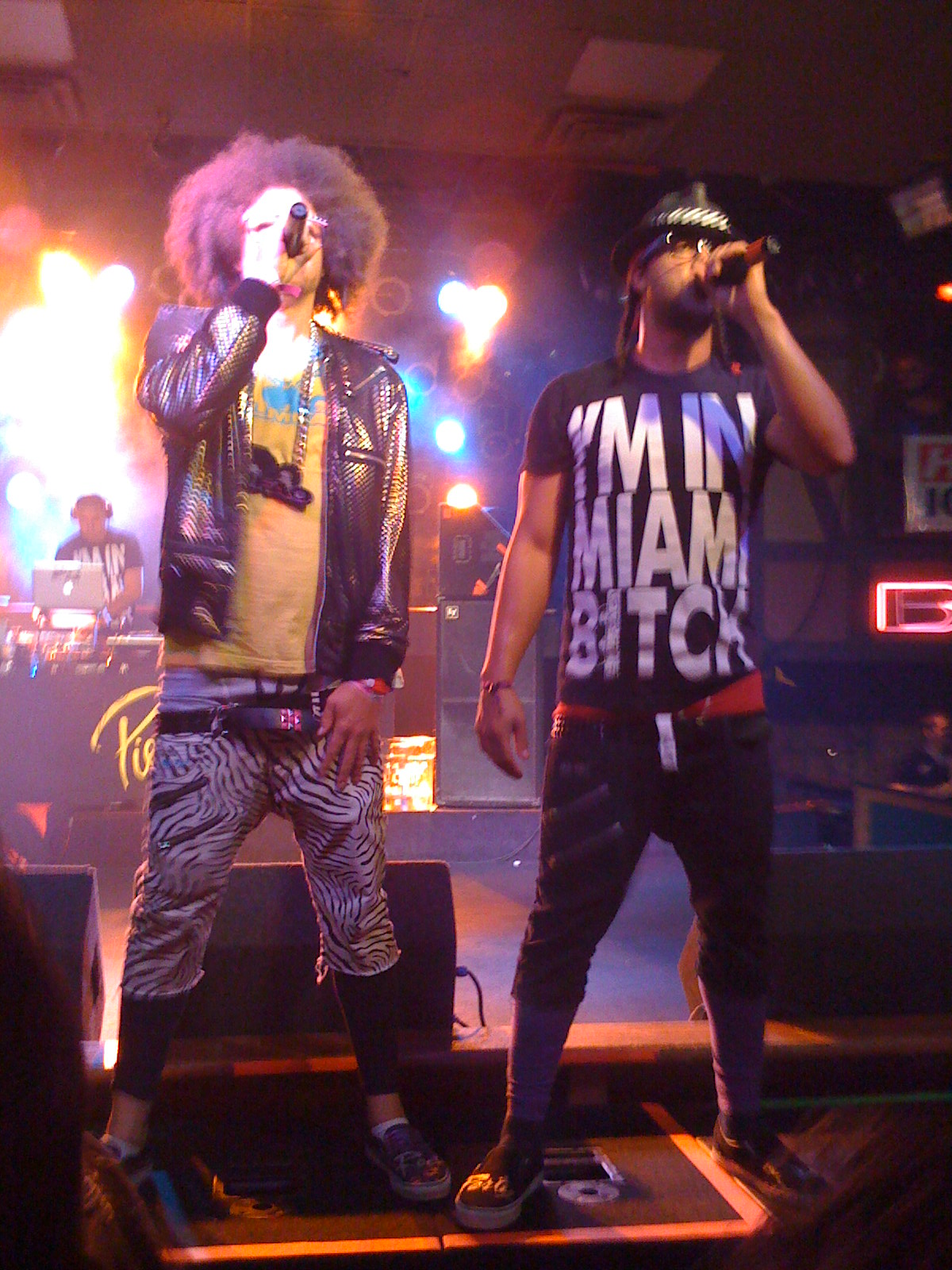
O duo LMFAO foi um de cinco artistas a conseguiram alcançar o topo com mais de uma canção.

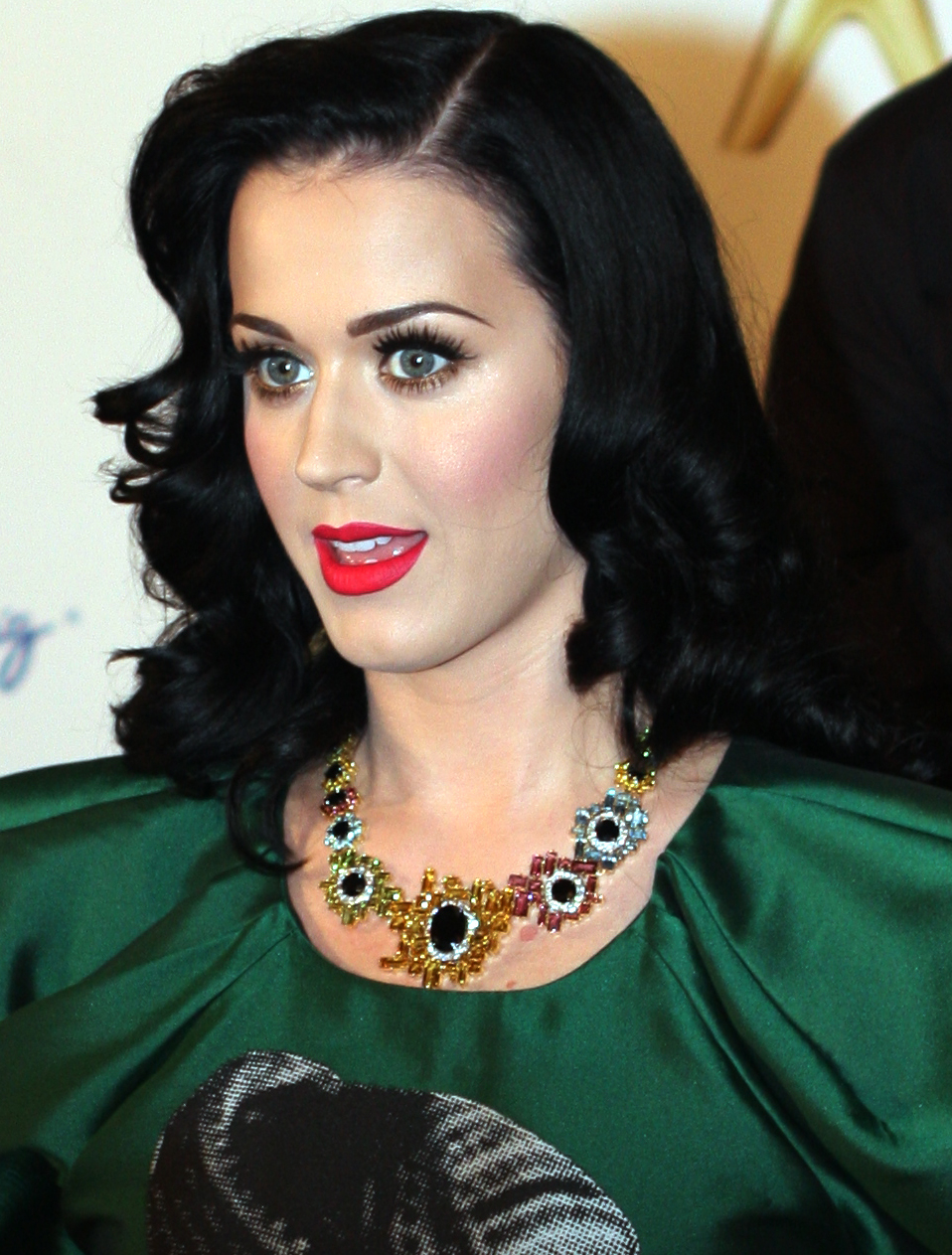
"Last Friday Night (T.G.I.F.)" rendeu a Katy Perry o sexto número um da sua carreira e fez dela a primeira artista a conseguir quatro números uns de um único álbum.

|  | Denota a canção com o melhor desempenho do ano. |

| Data            | Canção                         | Artista(s)                                          |
| --------------- | ------------------------------ | --------------------------------------------------- |
| 1 de Janeiro    | "The Time (Dirty Bit)"         | The Black Eyed Peas                                 |
| 8 de Janeiro    | "The Time (Dirty Bit)"         | The Black Eyed Peas                                 |
| 15 de Janeiro   | "The Time (Dirty Bit)"         | The Black Eyed Peas                                 |
| 22 de Janeiro   | "Grenade"                      | Bruno Mars                                          |
| 29 de Janeiro   | "Hold It Against Me"           | Britney Spears                                      |
| 5 de Fevereiro  | "More"                         | Usher                                               |
| 12 de Fevereiro | "Grenade"                      | Bruno Mars                                          |
| 19 de Fevereiro | "Grenade"                      | Bruno Mars                                          |
| 26 de Fevereiro | "Born This Way"                | Lady Gaga                                           |
| 5 de Março      | "Born This Way"                | Lady Gaga                                           |
| 12 de Março     | "Born This Way"                | Lady Gaga                                           |
| 19 de Março     | "Born This Way"                | Lady Gaga                                           |
| 26 de Março     | "Born This Way"                | Lady Gaga                                           |
| 2 de Abril      | "Born This Way"                | Lady Gaga                                           |
| 9 de Abril      | "Born This Way"                | Lady Gaga                                           |
| 16 de Abril     | "On the Floor"                 | Jennifer Lopez com participação de Pitbull          |
| 23 de Abril     | "On the Floor"                 | Jennifer Lopez com participação de Pitbull          |
| 30 de Abril     | "S&M"                          | Rihanna com participação de Britney Spears          |
| 7 de Maio       | "E.T"                          | Katy Perry com participação de Kanye West           |
| 14 de Maio      | "On the Floor"                 | Jennifer Lopez com participação de Pitbull          |
| 21 de Maio      | "On the Floor"                 | Jennifer Lopez com participação de Pitbull          |
| 28 de Maio      | "Rolling in the Deep"          | Adele                                               |
| 4 de Junho      | "Rolling in the Deep"          | Adele                                               |
| 11 de Junho     | "Rolling in the Deep"          | Adele                                               |
| 18 de Junho     | "Give Me Everything"           | Pitbull com participação de Ne-Yo, Afrojack e Nayer |
| 25 de Junho     | "Give Me Everything"           | Pitbull com participação de Ne-Yo, Afrojack e Nayer |
| 2 de Julho      | "Give Me Everything"           | Pitbull com participação de Ne-Yo, Afrojack e Nayer |
| 9 de Julho      | "Give Me Everything"           | Pitbull com participação de Ne-Yo, Afrojack e Nayer |
| 16 de Julho     | "Party Rock Anthem"            | LMFAO com participação de Lauren Bennett e GoonRock |
| 23 de Julho     | "Party Rock Anthem"            | LMFAO com participação de Lauren Bennett e GoonRock |
| 30 de Julho     | "Party Rock Anthem"            | LMFAO com participação de Lauren Bennett e GoonRock |
| 6 de Agosto     | "Give Me Everything"           | Pitbull com participação de Ne-Yo, Afrojack e Nayer |
| 13 de Agosto    | "Last Friday Night (T.G.I.F.)" | Katy Perry                                          |
| 20 de Agosto    | "Moves Like Jagger"            | Maroon 5 com participação de Christina Aguilera     |
| 27 de Agosto    | "Moves Like Jagger"            | Maroon 5 com participação de Christina Aguilera     |
| 3 de Setembro   | "Moves Like Jagger"            | Maroon 5 com participação de Christina Aguilera     |
| 10 de Setembro  | "Moves Like Jagger"            | Maroon 5 com participação de Christina Aguilera     |
| 17 de Setembro  | "Moves Like Jagger"            | Maroon 5 com participação de Christina Aguilera     |
| 24 de Setembro  | "Moves Like Jagger"            | Maroon 5 com participação de Christina Aguilera     |
| 1 de Outubro    | "Moves Like Jagger"            | Maroon 5 com participação de Christina Aguilera     |
| 8 de Outubro    | "Moves Like Jagger"            | Maroon 5 com participação de Christina Aguilera     |
| 15 de Outubro   | "Moves Like Jagger"            | Maroon 5 com participação de Christina Aguilera     |
| 22 de Outubro   | "Moves Like Jagger"            | Maroon 5 com participação de Christina Aguilera     |
| 29 de Outubro   | "Sexy and I Know It"           | LMFAO                                               |
| 5 de Novembro   | "Sexy and I Know It"           | LMFAO                                               |
| 12 de Novembro  | "We Found Love"                | Rihanna com participação de Calvin Harris           |
| 19 de Novembro  | "We Found Love"                | Rihanna com participação de Calvin Harris           |
| 26 de Novembro  | "We Found Love"                | Rihanna com participação de Calvin Harris           |
| 3 de Dezembro   | "We Found Love"                | Rihanna com participação de Calvin Harris           |
| 10 de Dezembro  | "We Found Love"                | Rihanna com participação de Calvin Harris           |
| 17 de Dezembro  | "We Found Love"                | Rihanna com participação de Calvin Harris           |
| 24 de Dezembro  | "We Found Love"                | Rihanna com participação de Calvin Harris           |
| 31 de Dezembro  | "We Found Love"                | Rihanna com participação de Calvin Harris           |